# Epitheca costalis
Epitheca costalis – gatunek ważki z rodziny szklarkowatych (Corduliidae). Występuje na terenie Ameryki Północnej.

## Charakterystyka
- Ubarwienie: Samica występuje w dwóch rodzajach. Jedna z pasiastymi skrzydłami ma brązowy pasek wzdłuż przednich krawędzi skrzydeł. Ta forma jest ograniczona głównie do południowego wschodu. Druga o wyraźnych skrzydłach można rozpoznać ostrożnie po końcowych przydatkach. Samiec ma smukły brzuch. W większości przypadków samce mają na tylnych skrzydłach dwie małe plamki u podstawy;
- Wielkość: mają smukłą budowę;
- Sezon występowania: loty trwają od połowy stycznia do połowy lipca.
- Siedlisko: zazwyczaj można go spotkać w jeziorach o piaszczystym dnie o umiarkowanie ukorzenionej roślinności, jak również w stawach i jeziorach oraz basenach w czystych strumieniach i rzekach[3].